# Odrzywół (Przysucha)
Pour les articles homonymes, voir Odrzywół.
Odrzywół (prononciation : [ɔˈdʐɨvuu̯]) est un village polonais de la gmina d'Odrzywół dans le powiat de Przysucha de la voïvodie de Mazovie dans le centre-est de la Pologne.
Le village est le siège administratif (chef-lieu) de la gmina appelée gmina d'Odrzywół.
Il se situe à environ 18 kilomètres au nord de Przysucha (siège de le powiat) et à 84 kilomètres au sud de Varsovie (capitale de la Pologne).
Le village compte approximativement une population de 1 126 habitants en 2002.

## Histoire
De 1975 à 1998, le village appartenait administrativement à la voïvodie de Radom.